# Ryszard Wójcik (polityk)
Ryszard Michał Wójcik (ur. 6 maja 1931 w Okrzei, zm. 25 czerwca 1977) – polski polityk, poseł na Sejm PRL VII kadencji.

## Życiorys
W czasie nauki w szkole średniej rozpoczął pracę społeczną w Związku Młodzieży Polskiej, a w 1954 przystąpił do Polskiej Zjednoczonej Partii Robotniczej. W tym samym roku został zootechnikiem w państwowym ośrodku maszynowym Opole-Podedworze. Współorganizował Związek Młodzieży Wiejskiej na Lubelszczyźnie, następnie został przewodniczącym Zarządu Wojewódzkiego w Lublinie. W 1956 uzyskał wykształcenie wyższe ekonomiczne na Wyższej Szkole Rolniczej w Krakowie. Był członkiem egzekutywy (od 1958), sekretarzem (od 1962) i (od 1975) I sekretarzem Komitetu Wojewódzkiego PZPR w Lublinie. Po zmianie struktury administracji państwowej został wojewodą lubelskim (w 1973). Na VII Zjeździe partii wszedł w skład Komitetu Centralnego PZPR. W czerwcu 1969 został przewodniczącym prezydium Wojewódzkiej Rady Narodowej w Lublinie. Pełnił także funkcję przewodniczącego Rady Głównej Centralnego Związku Kółek Rolniczych. W 1976 uzyskał mandat poselski z okręgu Lublin. W Sejmie zasiadał w Komisji Kultury i Sztuki. Zmarł w trakcie kadencji, został pochowany w Alei Zasłużonych cmentarza przy ul. Lipowej w Lublinie (kwatera P2KN-0-4).

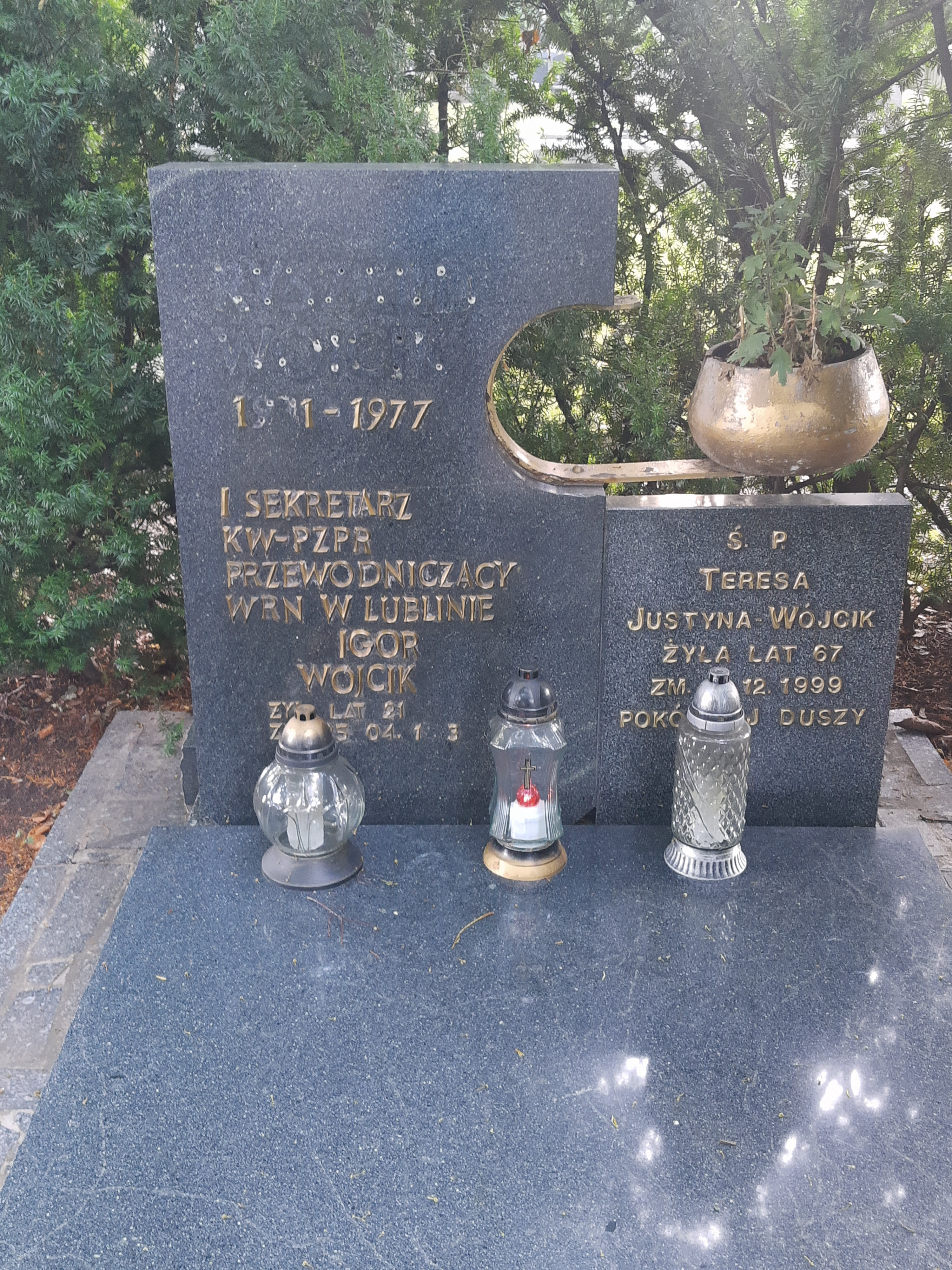
Grób Ryszarda Wójcika na cmentarzu przy ul. Lipowej

## Odznaczenia
- Order Sztandaru Pracy II klasy
- Krzyż Oficerski Orderu Odrodzenia Polski
- Krzyż Kawalerski Orderu Odrodzenia Polski
- Medal 30-lecia Polski Ludowej
- Złote Odznaczenie im. Janka Krasickiego
- Srebrne Odznaczenie im. Janka Krasickiego